# Портатив
Орган портатив, или само портатив, е музикален инструмент от групата на клавишно-меховите инструменти.
При изпълняване на музика, органистът свири само с дясната си ръка, а с лявата задвижва мяха. За разлика от другите по-късни органи (позитив и тръбен), портативът произвежда звук само при упражняване на натиск върху мяхът, който изтласква въздуха, тъй като няма резервоар задържащ налягането. Поради това, музикалното произведение, което се изпълнява трябва да бъде внимателно разделяно от органиста на „фрази“, прекъсвани между вдухванията.
Устройството на портатива е възможно най-опростено. Върху лявата страна на корпуса – малък правоъгълен дървен сандък – е монтиран мях. Тръбите, изработени от дърво – по една, две или три за всяка нота – са разположени срещу мяха по протежението на корпуса. Всеки клавиш от клавиатурата (разположена от дясната страна) стои срещу съответстващите му тръби или тръба. Клавишите са свързани с плъзгачи, които при натиск освобождават въздуха.
Този преносим орган е най-широко използван от римляните през 14 и 15 век, но има данни за такива инструменти и от много по-ранни времена. Запазен образец на портатив е открит при разкопките на град Помпей (затрупан след изригване на вулкана Везувий през 79 г.) през 1876 – той е част от експозицията на Националния археологически музей в Неапол.